# Canon EOS 30D
Canon EOS 30D je poloprofesionální digitální zrcadlovka (dále DSLR) uvedená na trh společností Canon v roce 2006. Canon 30D patří stejně jako jeho předchůdce Canon EOS 20D mezi střední třídu DSLR určených zkušeným amatérům nebo profesionálním fotografům. Nástupcem tohoto modelu je fotoaparát Canon EOS 40D. Evoluce pokračovala typem Canon EOS 50D v roce 2010 nahrazeném typem Canon EOS 60D.

## Základní specifikace
- 8.5 megapixelový CMOS senzor.
- obrazový procesor DIGIC II.
- displej 6,3 cm
- automatické ostření s devíti body z toho jeden křížový
- snímání rychlostí 3 nebo 5 snímků za sekundu
- tělo z hořčíkové slitiny
- kompatibilní s objektivy Canon EF/EF-S a blesky Speedlite řady EX
- video výstup

## Rozdíl od modeluCanon EOS 20D
- Nové tělo podobnější Canon EOS 5D
- Větší LCD - 6.3 cm
- Nová konstrukce spouště
- Rychlejší reakce
- Tlačítko přímého tisku
- Bodové měření
- Odolnější závěrka (100.000 snímků)
- Nastavení citlivosti čipu po 1/3 kroku
- Série snímků 3 nebo 5 snímků / sec
- 9.999 snímků v adresáři (EOS 20 D pouze 100)
- 3 nové jazyky v menu (bez češtiny)